# アレクサンドル・ポステルス
アレクサンドル・フィリッポビッチ・ポステルス（ロシア語: Александр Филиппович Постельс, ラテン文字転写: Aleksandr Filippovich Postels、ドイツ語名; Alexander Johann Gustav Postels、1801年8月24日 - 1871年6月28日）はロシアの博物学者、鉱物学者である。フョードル・リトケ（Fyodor Petrovich Litke）が率いたロシアによる当時のロシア領アメリカの探検航海に参加した博物学者の一人である。

## 略歴
現在のエストニアのタルトゥ（ドルパット）に聖職者の息子に生まれた。1816年にサンクトペテルブルクの教員養成機関、師範学本校（Главный педагогический институт）に入学し、1823年に卒業した。サンクトペテルブルク科学アカデミーが関連したフョードル・リトケが率いたセニャーヴィン号の探検航海に博物学者として参加したのは1826年から1829年の間である。この探検航海には、科学者として、動物学者のハインリヒ・フォン・キットリッツ、植物学者のカール・ハインリヒ・メルテンスも参加した。この探検で多くの博物標本を持ち帰り、その後の数年間はその標本の研究を行った。それらの研究に対して、1941年に科学アカデミーが受賞者を決めるデミドフ賞を受賞し、聖ヴラディーミル勲章第4等級を受勲した。
1830年から鉱物学者、ソコロワ（Dmitry Ivanovich Sokolov）の助手を務め、1831年にサンクトペテルブルク大学の鉱物学、地理学の准教授、鉱物博物館の学芸員を務め、1836年からは師範学本校の鉱物学の准教授、教育総監や学校の校長なども務めた。ロシア大公女エカチェリーナ・ミハイロヴナやオルデンブルク大公国の公子ピョートル・ゲオルギエヴィチ・オリデンブルクスキーの娘などに博物学の教育も行った。
海草の属名、Postelsia はポステルスに因んで命名された。

## 著作

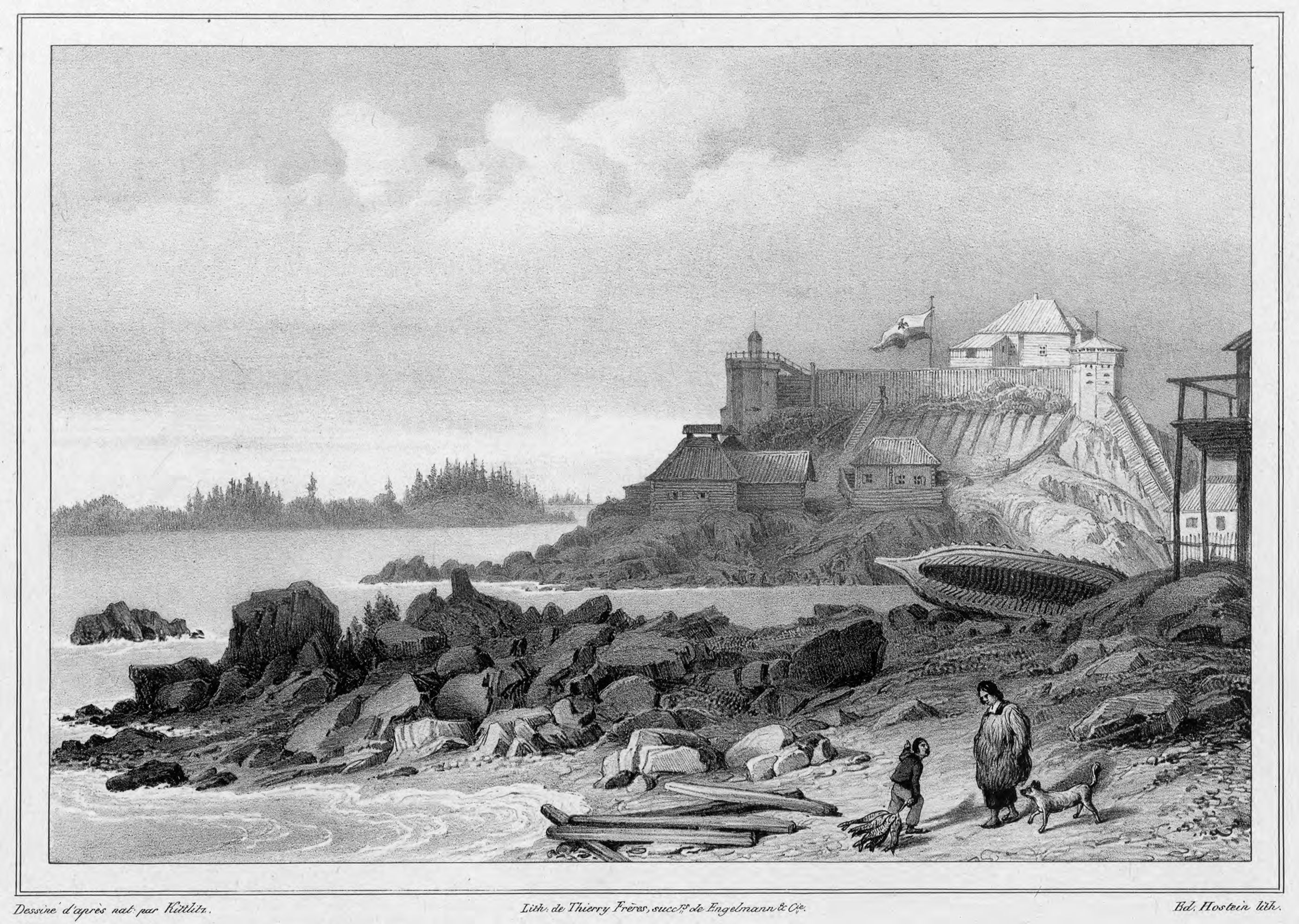
著書の図版、当時のアラスカの風景

ロシア語版wikipediaの著作リストを英訳
- "Bemerkungen über die Vulkane der Halbinsel Kamtchatka", in "Memoirs of the Academy of Sciences" (vol. II, 1833),
- "Geognostic remarks", in "A Journey around the World, Committed by the Sovereign Emperor Nicholas I, on the sloop of Senyavin in 1826, 1827, 1828 and 1829, the fleet by Captain Fedor Litke" (Part III, St. Petersburg, 1836).
- "Voyage autour du monde, executé par ordre de sa Majesté l'empereur Nicolas I sur la corvette" Le Seniavine "dans les années 1826, 1827, 1828 and 1829, par Fréderic Lütke. T. III-me, contenant les travaux de mm. Les naturalistes, rédigé par Alex. Postels "(Par., 1836, with a drawing atlas).
- Fr. Ruprechtと共著: "Illustrationes algarum in itinere circa orbem, jussu Imperatoris Nicolai I atque auspiciis nanarchi Friderici Lütke annis 1826, 1827, 1828 and 1829 in celoce Seniavin in oceano Pacifico, imprimis septemtrionali ad littora Rossica asiatico-americana, collectarum (St. 1840, with 40 large-format tables).